# Đô (nốt nhạc)

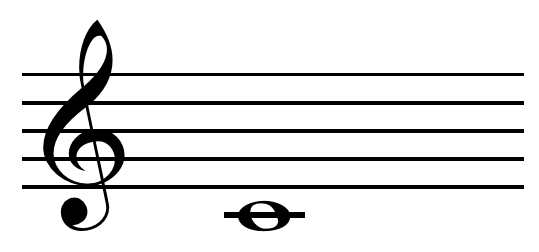
Nốt Đô trung (C4) biểu diễn theo Khoá Sol.

Trong giới hạn của cao độ, Đô hoặc C (tiếng Anh là Do) là nốt nhạc đầu tiên của phần cố định quy mô Do-Solfege và của âm giai Đô trưởng. Nốt sát âm dưới là B (đọc là Si), sát âm trên là D (đọc là Rê). Khoảng trùng âm của nốt Đô là B♯ (đọc là Si thăng) hoặc D (đọc là Rê hai giáng, Rê giáng kép), mà theo định nghĩa là giảm một nửa cung Đô thăng - C♯ (tức Rê giáng - D♭).
Nốt Đô là chất liệu sàng tác âm nhạc chính của các cung Đô trưởng và Đô thứ.
Nốt Đô thứ 4 trên phím đàn piano (C4) còn được gọi là Đô trung (tiếng Anh là Middle C), có tần số khoảng 261,63 Hertz, được sử dụng làm mốc tham chiếu cho khoá Khoá Đô (tiếng Anh là C-clef).

## Hình giới thiệu minh họa

Nốt C4 ở bốn khóa nhạc

Vị trí của nốt C4 ở phím thứ 88 của keyboard

## Âm giai

### Các âm giai phổ biến khởi đầu bằng nốt Đô
- Đô trưởng: C D E F G A B C
- Đô thứ: C D E♭ F G A♭ B♭ C
- C Harmonic Minor: C D E♭ F G A♭ B C
- C Melodic Minor Ascending: C D E♭ F G A B C
- C Melodic Minor Descending: C B♭ A♭ G F E♭ D C

### Thang âm nguyên
- C Ionian: C D E F G A B C
- C Dorian: C D E♭ F G A B♭ C
- C Phrygian: C D♭ E♭ F G A♭ B♭ C
- C Lydian: C D E F♯ G A B C
- C Mixolydian: C D E F G A B♭ C
- C Aeolian: C D E♭ F G A♭ B♭ C
- C Locrian: C D♭ E♭ F G♭ A♭ B♭ C

### Âm giai ngũ cung
- C Traditional Chinese: C E♭ F G B♭ C
- C Pelog bem: C D♭ G♭ G A♭ C
- C Pelog bagang: C D G♭ G A♭ C
- C Pelog selesir: C D♭ E♭ G A♭ C

### Jazz melodic minor
- C Ascending Melodic Minor: C D E♭ F G A B C
- C Dorian ♭2: C D♭ E♭ F G A B♭ C
- C Lydian Augmented: C D E F♯ G♯ A B C
- C Lydian Dominant: C D E F♯ G A B♭ C
- C Mixolydian ♭6: C D E F G A♭ B♭ C
- C Locrian ♮2: C D E♭ F G♭ A♭ B♭ C
- C Altered: C D♭ E♭ F♭ G♭ A♭ B♭ C==Tham khảo==

|  | Chủ đề Âm nhạc |